# Hygrochroa concerpta
Hygrochroa concerpta är en fjärilsart som beskrevs av Max Wilhelm Karl Draudt 1929. Hygrochroa concerpta ingår i släktet Hygrochroa och familjen silkesspinnare. Inga underarter finns listade i Catalogue of Life.